# المصنعة

تعديل مصدري - تعديل

المصنعة هي إحدى حارات مدينة رحاب بمحافظة إب، بلغ تعداد سكانها 285 نسمة حسب تعداد اليمن لعام 2004.